# Экман, Роберт Вильгельм
Роберт Вильгельм Экман (швед. Robert Wilhelm Ekman; 1808—1873) — финский художник шведского происхождения, использовал в своих произведениях преимущественно сюжеты из карело-финского эпоса «Калевала».

## Биография
Родился 13 августа 1808 года в городе Уусикаупунки. Отец — Карл Кристофер Экман, был врачом; мать — Сара Элизабет (девичья фамилия Гадолин). Оба родители умерли, когда Экману было около 10 лет, оставив пять детей-сирот, которые были размещены в приемных семьях.
Школьное образование было неполным, но развитию таланта живописца у Роберта способствовал его старший брат — Фредерик, взявший его в Стокгольм, где они обучались в Королевской шведской академии искусств. По окончании академии Роберт Экман был удостоен большой стипендии, которая позволила ему продолжить изучение искусства и живописи за рубежом. Долгое время (начиная с 1837 года) он работал над своими картинами во Франции, Нидерландах, Италии, и по возвращении в 1844 году в Стокгольм — получил звание исторического живописца.
Экман внимательно изучал этнографическое наследие финнов, много времени путешествовал по Финляндии и Швеции. В 1845 году он переехал в Турку для начала работ по украшению купола одного из соборов фресками, темой которых было изгнание христианства из Финляндии. Также он работал над оформлением алтарей во многих других финских церквях.
В 1850—1860-х годах, заинтересовавшись «Калевалой», Экман начал тщательное её изучение, что отразилось на его дальнейшей художественной деятельности: он создал порядка 100 зарисовок к рунам «Калевалы», но лишь малая часть из них обрела своё воплощение на холсте.
В Турку Экман основал школу рисования, которую возглавлял до 1873 года.
Умер 19 февраля 1873 года в Турку.

## Работы
Некоторые из произведений художника:

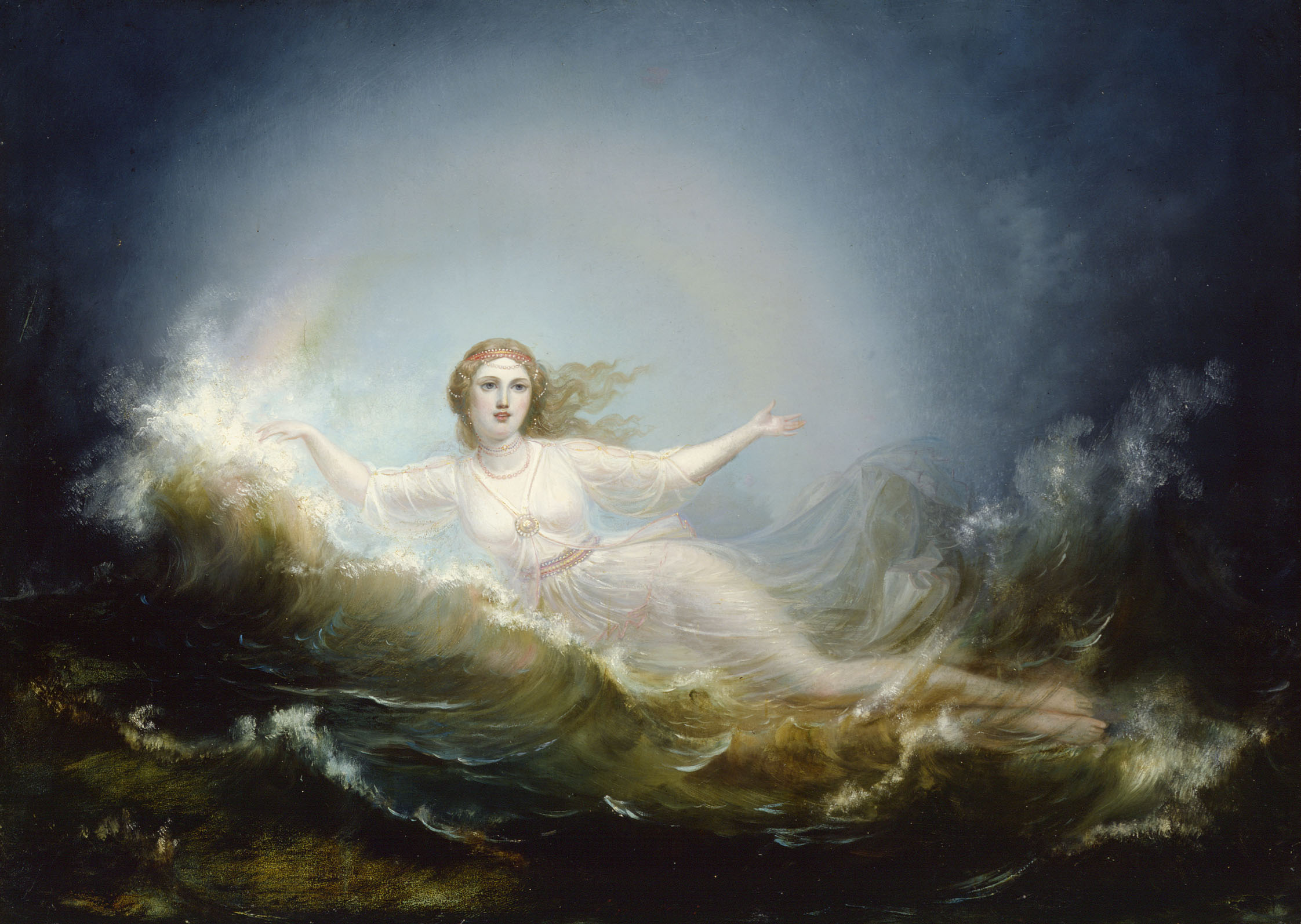
Ильматар (1860)
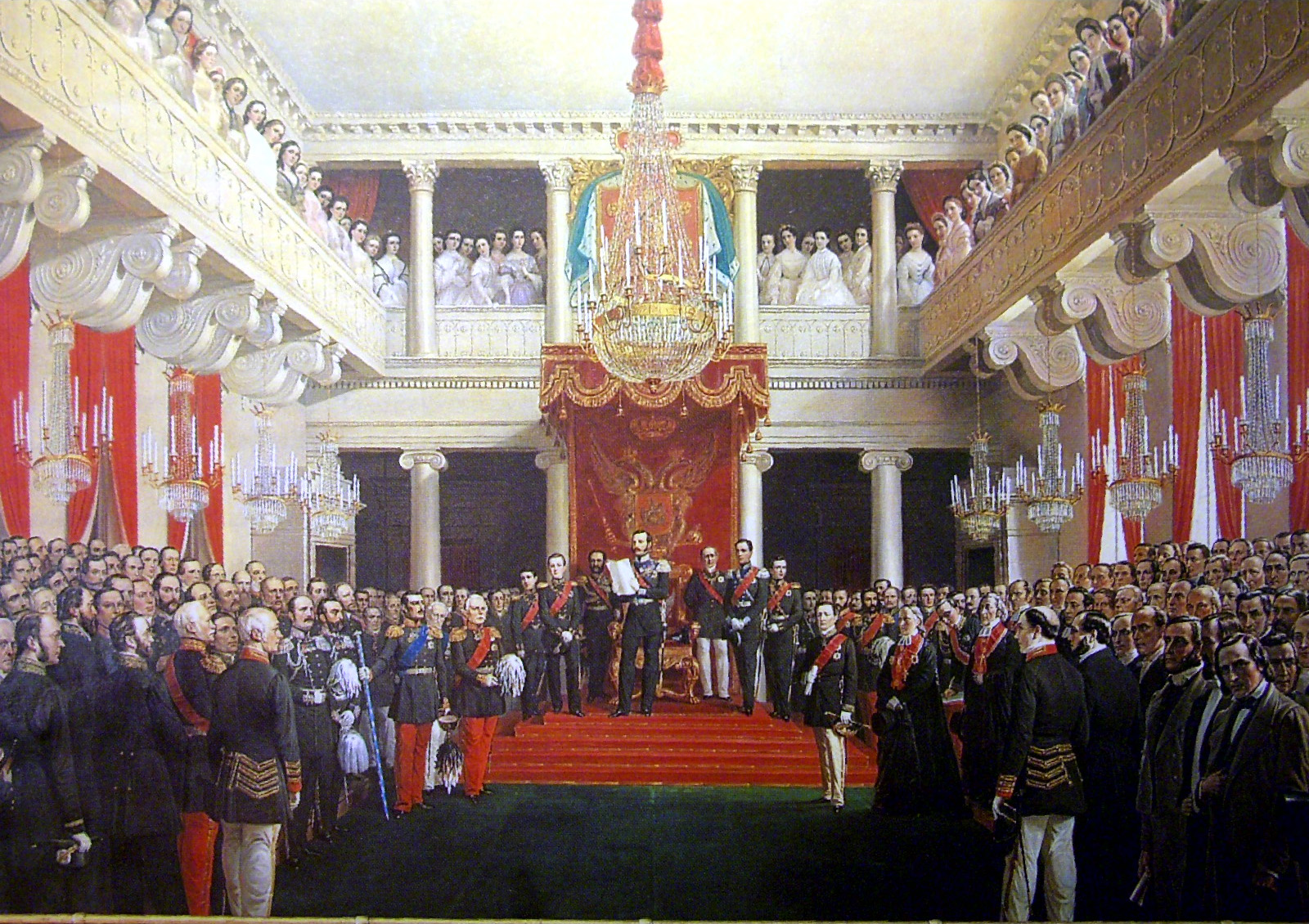
Открытие Александром II сессии финского парламента в 1863 году
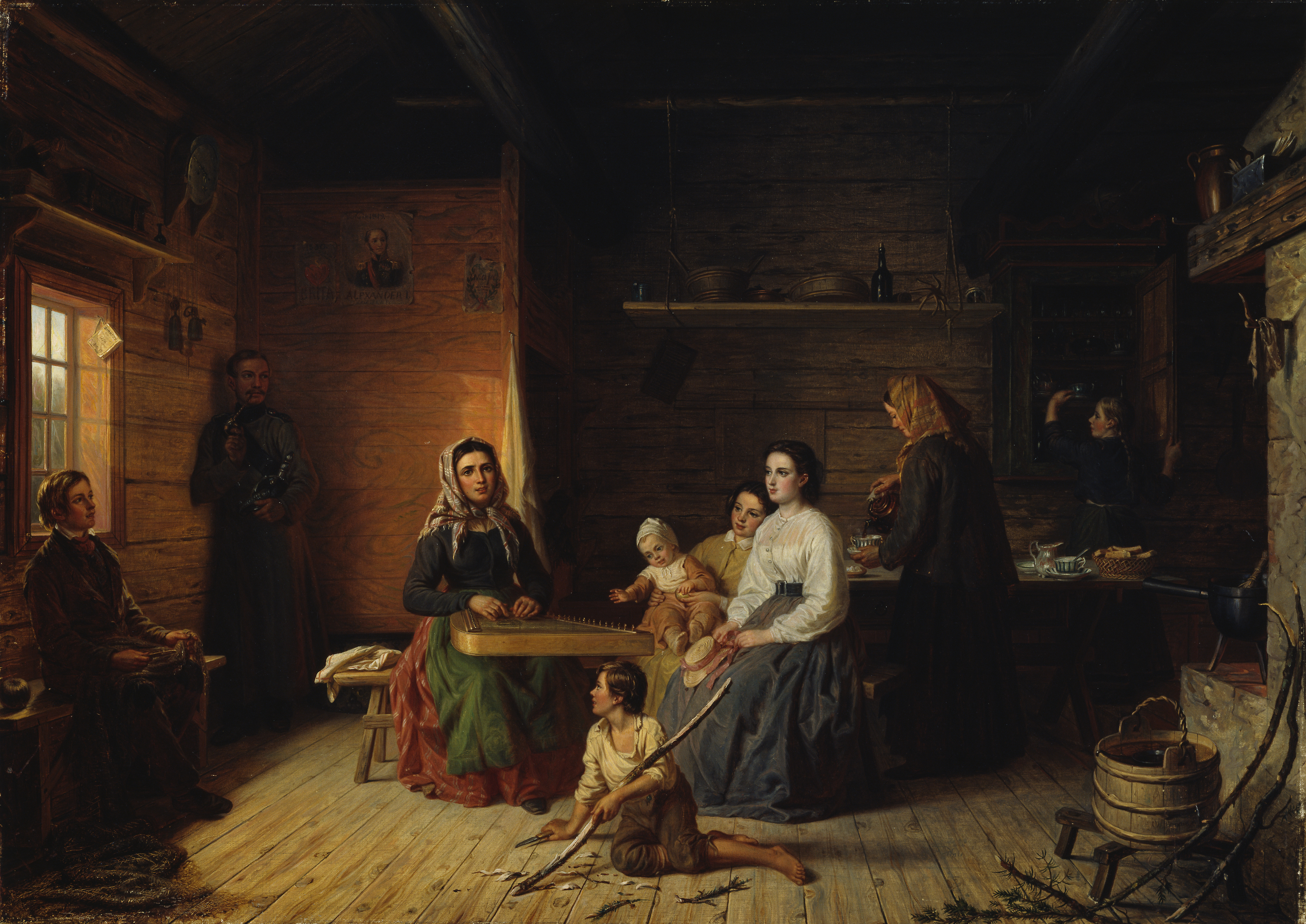
Креета Хаапасало[англ.] играет на кантеле в крестьянском доме (1869)
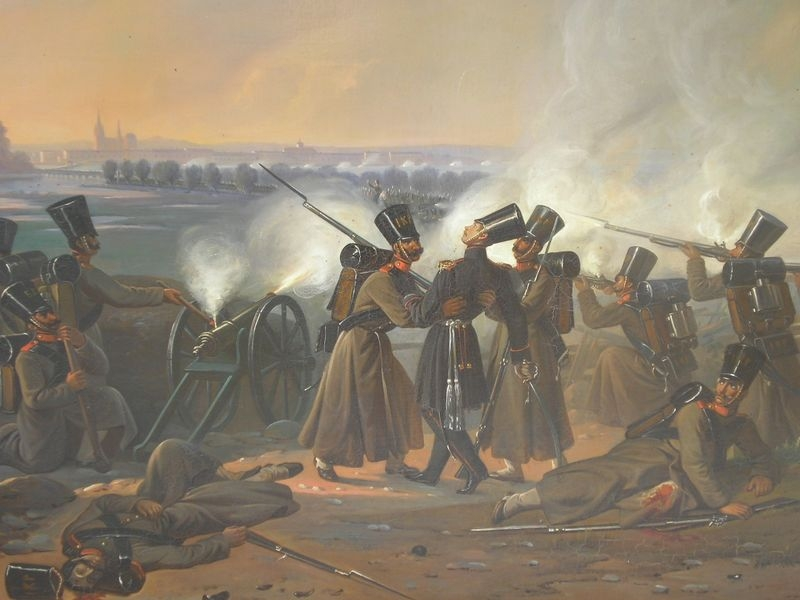
Битва при Тыкоцине в 1831 году